# Dorothea Eimert
Dorothea Eimert, auch: Dorothea Eimert-Brings (* 22. September 1944 in Masserberg, Thüringen) ist eine deutsche Kunsthistorikerin.

## Leben
Ihr Vater war der Komponist, Musiktheoretiker und Musikjournalist Herbert Eimert (1897–1972).
Dorothea Eimert studierte an der Universität zu Köln, wo sie 1973 promoviert wurde. Sie war von 1974 bis 1978 wissenschaftliche Mitarbeiterin des Leopold-Hoesch-Museums in Düren, von 1978 bis zu ihrem Ruhestand 2009 war sie dessen Direktorin und ab 1990 gleichzeitig für das Papiermuseum Düren zuständig.
Eimert ist Vorsitzende der Günther-Peill-Stiftung. Im Mai 2011 erhielt sie das Bundesverdienstkreuz am Bande verliehen.

## Veröffentlichungen (Auswahl)
- Der Einfluss des Futurismus auf die deutsche Malerei. Kopp, Köln 1974; zugleich: Dissertation, Universität Köln, Philosophische Fakultät, 1973.
- (Hrsg.): PaperArt. Band 1, 1986, ISBN 3-925955-00-3; Band 2, 1988, ISBN 3-925955-05-4; Band 3, 1990, ISBN 3-925835-92-X; Band 4, 1992, ISBN 3-87909-309-1; Band 6, 1996, ISBN 3-89322-886-1; Band 7, 1998, ISBN 3-9806313-1-1; Band 8, 2002, ISBN 3-925955-42-9; Band 9, 2005, ISBN 3-925955-48-8.
- PaperArt. Geschichte der Papierkunst. Wienand, Köln 1994, ISBN 3-87909-358-X.
- mit Hans-Peter Riese (Hrsg.): … stets konkret. Die Hubertus Schoeller Stiftung. Wienand, Köln 2004, ISBN 3-87909-843-3.
- mit Irmgard Gerhards: 100 Jahre Leopold-Hoesch-Museum. 100 Jahre Museumsverein Düren. Leopold-Hoesch-Museum, Düren 2005, ISBN 3-925955-49-6.
- Guillaume Apollinaire, Dorothea Eimert, Anatolij S. Podoksik, Klaus H. Carl: Kubismus. Parkstone International, New York 2010, ISBN 978-1-84484-751-8.
- Kunst und Architektur des 20. Jahrhunderts. Parkstone International, New York 2010, ISBN 978-1-84484-674-0 (Gesamtwerk), ISBN 978-1-84484-701-3 (Band 1), ISBN 978-1-84484-702-0 (Band 2).